# فيك هابارد
فيك هابارد (بالإنجليزية: Vic Hubbard)‏ هو لاعب دارت بريطاني، ولد في 18 نوفمبر 1956 في إنجلترا في المملكة المتحدة.

## وصلات خارجية
- فيك هابارد على موقع DartsDatabase.co.uk (الإنجليزية)